# Oxylasma
Oxylasma is een geslacht van kevers uit de familie  
kniptorren (Elateridae).
Het geslacht is voor het eerst wetenschappelijk beschreven in 1881 door Broun.

## Soorten
Het geslacht omvat de volgende soorten:
- Oxylasma basalis Broun, 1886
- Oxylasma carinalis Broun, 1893
- Oxylasma pannosum Broun, 1881
- Oxylasma tectum Broun, 1881
- Oxylasma vittiger Broun, 1893